# Ypthima strigata
Ypthima strigata är en fjärilsart som beskrevs av Embrik Strand 1913. Ypthima strigata ingår i släktet Ypthima och familjen praktfjärilar. Inga underarter finns listade i Catalogue of Life.